# Platambus stygius
Platambus stygius är en skalbaggsart som först beskrevs av Régimbart 1899.  Platambus stygius ingår i släktet Platambus och familjen dykare. Inga underarter finns listade i Catalogue of Life.